# 鐵列平敕令
鐵列平敕令（英語：Telepinu/Telipinu Proclamation 或Edict of Telepinu/Telipinu）是西臺王國的一道法令，於公元前1525到1500年鐵列平統治期間以西臺語和阿卡德語撰寫。這道法令除了重新建立西臺的王位繼承制度，還記錄了一些其他文獻沒有的重要歷史事件，如穆爾西里一世征服巴比倫。 

## 背景
西元前約1590年，西臺國王穆爾西里一世在宮廷政變中遭內兄漢提里一世殺害並繼位，此後西臺陷入王位爭奪的混亂。漢提里一世的女婿齊丹塔一世在其死亡前將其他繼承人殺害以繼位，後又遭其子阿蒙納殺害奪位，阿蒙納過世後兒子胡齊亞一世繼位，不久又遭其妹夫鐵列平罷黜流放，才結束60多年的亂局。這段時間的王位爭奪導致王室衰落、西臺疆域大幅縮減，喪失曾經征服的阿爾薩瓦、米坦尼等地。

## 內容
敕令刻於泥版上，共有50段，以鐵列平作為敘述者，其文大致可分為三個部分：第一部分追述從拉巴爾那一世開始的西臺歷朝事蹟和漢提里一世開始的王位爭奪，引出鐵列平繼位的過程；第二部分規定了王位繼承的原則和解決爭端的方式；第三部分破損較嚴重，主要是有關農業、遺產繼承、巫術等內容。
王位繼承的規定以長子為先，再者由次子依序擔任，如果國王沒有兒子，則由長公主的女婿擔任國王。此外敕令規定由高級將領和王室成員組成的彭庫斯議會（Pankus）處理王室紛爭，除了王室成員犯罪由個人承擔不會株連家人外，國王本人也可被議會咎責。

## 研究與分析
約翰·范·塞特斯認為鐵列平敕令因規定了西臺王國的王位繼承規則，是一份法律文本而非歷史文本。K.Lawson批評了這種看法，他說準法律文本也可能是歷史文本。 馬力歐·利維拉尼認為敕令對於了解當時的情況比重建過去的歷史更有幫助，應該謹慎解讀這份法令。 

## 外部連結
- 鐵列平敕令